# Гроза (РЭБ)
Гроза или Навальніца — серия комплексов и средств радиоэлектронной борьбы от белорусского ОАО «КБ Радар».

## История
Белоруссия активно изучала опыт Донбасского и Сирийского конфликтах. На основании изученных событий командование сделало вывод, что в современной войне выросла роль и значимость радиоэлектронной борьбы и дронов, в связи с чем началось активное развитие отечественных отраслей как беспилотных аппаратов, так и РЭБ. Последним занималась компания «КБ Радар», основанная ещё в 2006 году. За десять лет существования она смогла стать ведущим предприятием военно-промышленного комплекса страны в области радиолокации, средств радиоконтроля и радиоэлектронной борьбы. Руководство уделило особое внимание угрозе со стороны беспилотников. При этом новые разработки должны были ориентироваться и на экспортные поставки. Как отмечал в интервью ТАСС специалист по внешнеэкономической деятельности КБ «Радар» Валерий Гордей, в современности увеличилась доступность мультикоптеров для обывателей, которые порой используются для видеосъёмки и слежки, а также в террористических актах, поражая отдельные цели.
Ещё до этого имелись хорошо развитые технологии в сфере радиоэлектронной борьбы. Существовали комплексы белорусского производства подавления сигналов спутниковой навигации. По отдельным мнениям, преимущественно в белорусских источниках, именно c помощью оборудования, производимого КБ «Радар», в 2012 году ПВО Ирана удалось выполнить принудительную посадку американских БПЛА Sentinel и ScanEagle, которые вели разведку над территориальными водами страны. Иранцы посредством мощной помехи разорвали канал спутниковой связи между беспилотником и станцией наземного управления, находящейся в США. Воспользовавшись тем, что в работе автопилота используется GPS, иранские военные через эту систему навигации смогли передать ложные сигналы глобального позиционирования. В результате управляющая программа БПЛА посчитала, что он уже прибыл к месту базирования, и произвела посадку на территории Ирана. Косвенным подтверждением причастности белорусских разработок РЭБ к посадке американских беспилотников является также и реакция Госдепартамента США – в отношении КБ «Радар» были незамедлительно применены временные санкции.
Тем не менее для новых систем требовались дополнительные боевые свойства, новые технологические возможности и большая эффективность. В 2016 году предприятие «КБ Радар» начало разработку серии «Гроза». В октябре этого года прошёл оперативный сбор командного состава вооружённых сил Беларуси, в рамках которого промышленность показала новейшие образцы вооружений и техники. Среди прочих разработок командованию показали первую разработку «КБ Радар» — самоходную станцию РЭБ под буквенным обозначением «С». В последующее время появились и другие изделия. Все они демонстрировались на различных военных выставках, таких как MILEX (Минск) и IDEX (Дубай). В 2017 году прототипы изделий семейства «Гроза» отправлены на испытания в силовые структуры. Вскоре аппараты серии были приняты на вооружение. Чуть позже наладился экспорт продукции. Благодаря зарубежным продажам «Грозы» Белоруссия стала второй страной в мире (после Китая), которая экспортировала противодронное вооружение.
Примечательно, что разработка новых вооружений для противодействия дронам заняла всего лишь несколько месяцев. Этому способствовал большой опыт КБ «Радар» в области создания средств радиоэлектронной борьбы.

## Изделия
- Гроза-С — самоходная станция радио-электронной борьбы, предназначенная для обнаружения, отслеживания, подавления каналов управления и навигационных систем беспилотных летательных аппаратов. Базируется на автомобильном шасси. Предлагается применение двухосного микроавтобуса с требуемыми характеристиками подвижности, на котором располагается всё необходимое оборудование. Внутри кабины помещаются средства управления и обработки сигнала. За пределами корпуса машины-носителя присутствуют несколько опорных устройств, в том числе две телескопические мачты, при помощи которых антенны предлагается поднимать на рабочую высоту. На мачтах машины-носителя помещаются два основных антенных блока. В центральной части крыши располагается антенна, помещенная под полусферический обтекатель. Она связана с модулем радиотехнической разведки и отвечает за обнаружение радиосигналов. Вместе с передатчиком помех применяется второе антенное устройство, имеющее в своем составе коробчатый кожух и антенну. Это устройство может наводиться по азимуту. Также есть третья стойка небольшой высоты, на которой расположены оптико-электронные средства наблюдения.
- Гроза-6 — станция помех и радиоуправления связи. Предназначена для поиска, обнаружения и радиоподавления линий радиосвязи УКВ диапазона, работающих на фиксированных частотах и в режимах адаптивной и программной перестройки рабочей частоты. В состав входит обнаружитель-пеленгатор с приёмо-пеленгаторной антенно-фидерной системой (АФС), два автоматизированных рабочих места операторов, десятиканальный радиопередатчик с семью передающими АФС, комплект аппаратуры связи и передачи данных, комплект аппаратуры электропитания и жизнеобеспечения, автомобильное шасси с двумя электростанциями и кузовом-фургоном.
- Гроза-Р (также модификация Гроза-Р2) — радиоэлектронное ружьё для борьбы с мультикоптероми. Предназначено для использования в борьбе с малоразмерными. Обеспечивает радиоподавление каналов управления дронов и бортовой аппаратуры спутниковых навигационных систем. Пользователь ружья при обнаружении мультикоптера в зоне видимости включает питание передатчика, наводит ружьё на мультикоптер с помощью установленного на нем коллиматорного прицела и нажимает кнопку включения излучения. В условиях воздействия помех мультикоптер осуществляет вынужденную посадку (необходимое время воздействия для осуществления посадки зависит от типа мультикоптера). Блок формирования помеховых сигналов и аккумуляторная батарея установлены в переносной контейнер, упакованный для переноски в рюкзак. Органы управления для включения питания, а также для включения излучения установлены на корпусе ружья. «Гроза-Р» оснащено коллиматорным прицелом.
- Гроза-3 — комплекс для защиты стратегических объектов от мультикоптеров. Комплекс обеспечивает зону обнаружения с радиусом не менее 500 – 1000 м от центра охраняемого объекта, зону блокировки полета мультикоптеров с радиусом не менее 300 – 500 м, обнаружение и пеленгацию наземных пунктов управления БПЛА (местонахождение оператора).
- Гроза-О — комплекс обнаружения операторов мультикоптеров. Предназначен для автоматизированного поиска на местности и видеорегистрации операторов мультикоптеров. Состоит из летающей платформа на базе квадрокоптера Matrice 210 с пеленгаторной антенной, двухканальным цифровым радиоприёмником и видеокамерой, пульта управления с планшетным компьютером, кейс-контейнера для перевозки, специального программного обеспечения (ПО) для планшетного компьютера.
- Гроза-Z1 — мобильная система защиты объектов от беспилотных летательных аппаратов. Она автоматически контролирует частоты, на которых работают наиболее распространённые БПЛА. При появлении дронов комплекс распознает их сигналы и автоматически подавляет каналы управления, передачи данных, а также навигацию. В результате воздействия они либо падают, либо осуществляют вынужденную посадку, либо улетают «домой». Кроме того, важным достоинством системы является возможность постановки дезинформирующих помех навигации для создания бесполётной зоны для БПЛА.

## Использование

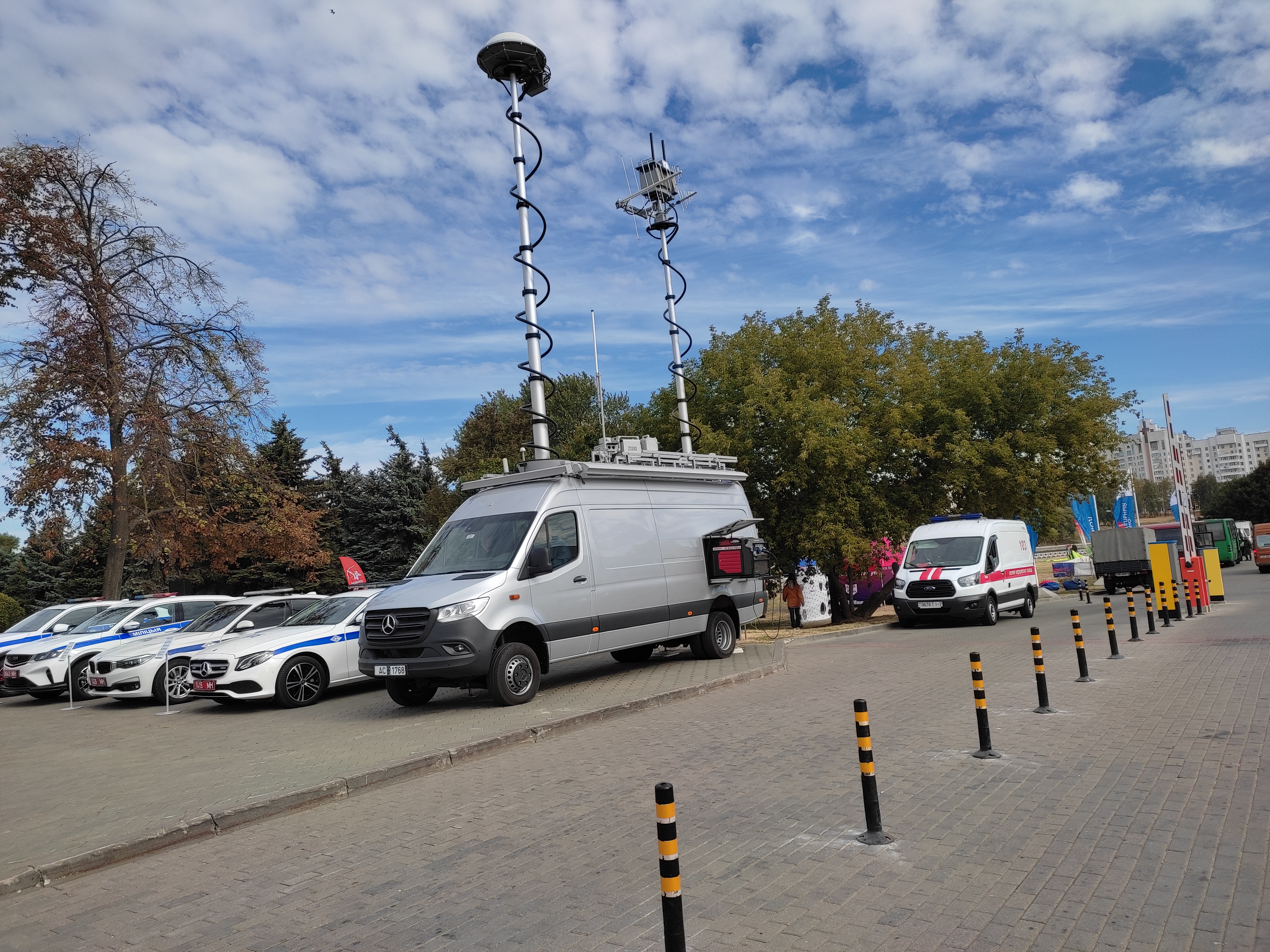
Комплекс РЭБ «Гроза-С» на обеспечении противодронной защиты мероприятия ко Дню города в Минске. Проспект Победы, площадь у Дворца спорта (Площадь ярмарок на Немиге). 10 сентября 2022.

### Пограничная охрана
23 октября 2020 года пограничники заставы «Знаменка» Брестской погрангруппы с помощью радиоэлектронного ружья «Гроза-Р2» перехватили гексакоптер, который использовался для переброски сигарет через белорусско-польский участок границы. 22 февраля 2021 года ещё один дрон с грузом контрабандных сигарет был перехвачен пограничниками в Каменецком районе близ деревни Чижевичи. 6 апреля на белорусско-польской границе в Брестском районе недалеко от деревни Сычи перехвачен третий беспилотник. Винтокрылый летательный аппарат предназначался для незаконной переправки табачных изделий.
18 мая на границе с Литвой радиоэлектронным ружьём сбит беспилотник НАТО. Отмечалось, что это уже не первый случай, когда делается попытка использования беспилотников-шпионов вблизи границ Белоруссии. Как заявил замначальник Генштаба ВС Белоруссии Игорь Король, в течение недели делается около 30 попыток незаконного использования дронов Североатлантического альянса.

### Боевые действия
Комплексы серии активно экспортируются заграницу, что стало следствием их применения в различных военных конфликтах.
Ещё в мае 2018 года стали поступать сообщения о участии комплексов «Гроза-С» в сирийском конфликте, где они были использована правительственной армией Башара Асада в борьбе с американскими дронами, разрушая системы связи и выводя из строя самолёты РЭБ Lockheed EC-130H Compass Call. Однако данная информация остаётся пока не доказаной. Первый задукументированый случай с комплексами «Гроза» произошёл 18 августа 2020-го, когда в небе над западной частью провинции Идлиб были одновременно потеряны сразу два американских ударно-разведывательных дрона MQ-9 Reaper («Жнец»), вылетавших парой на боевое задание с ракетами AGM-114R9X на борту.
Летом того же года в сети появились фотографии систем «С» и «6» в Ливии, применявшихся Ливийской национальной армией Халифа Хафтара против турецких беспилотников войск Фаиза Сараджа. «Гроза» попала туда из ОАЭ, которые в свою очередь закупили системы непосредственно у Белоруссии. По данным сторонников Хафтара, при помощи белорусских комплексов были обезврежены 11 вражеских аппаратов. Колумнист газеты «Военно-промышленный курьер» Виталий Орлов со ссылкой на неназванные источники заявил, что за период 2019—2020 годов количество обезвреженных беспилотников возможно больше, и системы «Гроза» могут быть причастны к потере 78 ударных БПЛА «Байрактар ТВ-2» и двух MQ-9 Reaper, которые использовались ВВС США и Италии для разведывательных полётов в зоне боевых действий. В то же время часть из указанного сбита российским ЗРК Панцирь.
Уже осенью белорусские комплексы использовались армией Азербайджана в ходе Карабахского конфликта. Сообщалось, что «Гроза-С» в начале ноября уничтожила один армянский беспилотник в Товузском районе. Также благодаря комплексам «6» были успешно подавлены находившиеся на вооружении Нагорного Карабаха и Армении средства ПВО, включая зенитные ракетные комплексы «Оса», «Тор» и С-300. Системы были куплены ещё в 2018 году.

## Оценки
В январе 2019 белорусский военный эксперт Александр Алесин высоко оценил серию «Гроза», назвав её «одной из самых передовых систем РЭБ». В марте 2020 года «Рамблер» выпустил критическую статью об возможностях белорусских систем. По мнению редакции, военно-промышленный комплекс страны слаб, а разработки серии «едва ли спасут страну от беспилотников в случае реального военного конфликта», так как они неэффективны. Однако с приходом сообщений об успешном применении комплексов в «горячих точках» это утверждение было поставлено под сомнение. Российская газета «Военно-промышленный курьер» отмечала компактность и малозаметность белорусских комплексов в сравнении с другими аналогами. Якобы во время ликвидации американских дронов в Идлибе их выдвижение на позицию военные США не смогли засечь.